# Malinucha
Malinucha (ros. Малинуха) – wieś w Rosji, w rejonie szeksnińkim obwodu wołogodzkiego. W 2010 r. liczyła 100 mieszkańców.